# Petits Meurtres entre amis
Pour les articles homonymes, voir Shallow Grave.
Pour plus de détails, voir Fiche technique et Distribution.
Petits Meurtres entre amis (Shallow Grave) est un film britannique écrit par John Hodge et réalisé par Danny Boyle et sorti en 1994. Il s'agit du premier long métrage du scénariste et du réalisateur.
Le film est présenté hors compétition au Festival de Cannes 1994 et sort au cinéma l'année suivante. À sa sortie, il reçoit des critiques globalement positives et est un immense succès commercial sur le sol britannique.

## Synopsis
Alex (Ewan McGregor) est journaliste, Juliet (Kerry Fox) est médecin alors que David (Christopher Eccleston) est comptable. Ces trois amis partagent le même appartement à Glasgow (Écosse) et sont à la recherche du colocataire idéal. Ils font passer un examen d'entrée très strict à bon nombre de postulants jusqu'à ce qu'ils découvrent la perle rare en la personne d'Hugo (Keith Allen). Celui-ci se révèle tellement discret qu'il meurt en silence, enfermé dans sa chambre, quelques heures seulement après avoir emménagé. Avec le corps se trouve une valise pleine de billets de banque que les trois amis décident de garder. Tous les trois vont enterrer le corps et David est désigné par le sort pour le démembrer et le rendre non identifiable. David commence à souffrir peu après de trouble de stress post-traumatique et, après avoir découvert qu'Alex et Juliet ont dépensé une partie de l'argent en futilités, il cache la valise au grenier et y emménage.
Deux criminels qui étaient en affaire avec Hugo retrouvent sa trace et font parler Alex en frappant ses jambes avec un pied de biche. David se débarrasse d'eux l'un après l'autre quand ils montent au grenier chercher l'argent. Ils sont ensuite tous les deux enterrés avec Hugo. David devient de plus en plus mentalement instable alors que Juliet, consciente qu'il devient dangereux, prépare un plan pour s'enfuir seule avec l'argent. Dans le cadre de son travail, Alex est envoyé sur une affaire criminelle où trois corps ont été découverts, ceux d'Hugo et des deux malfrats. Juliet séduit David et le monte contre Alex afin qu'il le tienne pour responsable de la découverte des corps. Dans le même temps, la police commence à s'intéresser aux trois colocataires et leur pose des questions sur Hugo.
David décide de prendre l'argent pour lui seul mais il est surpris par Juliet. Alex veut prévenir la police et une bagarre éclate entre lui et David. David plante un couteau dans l'épaule d'Alex, le clouant au sol, mais Juliet le tue juste après en lui enfonçant par derrière un couteau dans la gorge. Elle part ensuite avec la valise après avoir enfoncé encore plus le couteau dans l'épaule d'Alex. La police découvre Alex encore vivant pendant que Juliet s'aperçoit qu'Alex avait remplacé l'argent par du papier journal. L'argent est en fait caché sous le plancher et le sang d'Alex goutte lentement dessus, ce dernier affichant un sourire satisfait.

## Fiche technique
- Titre original : Shallow Grave
- Réalisation : Danny Boyle
- Scénario : John Hodge
- Décors : Kave Quinn
- Costumes : Kate Carin
- Photographie : Brian Tufano
- Musique originale : Simon Boswell
- Montage : Masahiro Hirakubo
- Production : Andrew Macdonald
- Sociétés de production : Channel Four Films, Figment Films, PolyGram Filmed Entertainment, The Glasgow Film Fund
- Société de distribution : PolyGram Filmed Entertainment
- Budget : 2 500 000 $[1]
- Pays de production :  Royaume-Uni
- Langue originale : anglais
- Format : Couleur - 1,85:1 - son Dolby Surround - 35 mm
- Genre : Comédie noire
- Durée : 93 minutes
- Dates de sortie : 
  - France : 16 mai 1994 (festival de Cannes)
  - Royaume-Uni : 6 janvier 1995
  - France : 19 avril 1995
- Classification : interdit aux moins de 12 ans en France[2]

## Distribution
- Kerry Fox (VF : Élise Caron) : Juliet Miller
- Christopher Eccleston (VF : Richard Sammut) : David Stephens
- Ewan McGregor (VF : Damien Witecka) : Alex Law
- Ken Stott (VF : Alain Sachs) : Inspecteur McCall
- Keith Allen (VF : Jean-Damien Barbin) : Hugo
- Colin McCredie : Cameron
- Peter Mullan : Andy
- Leonard O'Malley : Tim
- Robert David MacDonald (VF : Roger Bret) : Lumsden
- Tony Curran : l'agent de voyage
- John Hodge : Mitchell, un policier

## Production
Danny Boyle fait ici ses débuts de réalisateur de long métrage. Il s'agit également du premier scénario de John Hodge, ancien étudiant en médecine de l'université d'Édimbourg.
Le rôle de David a été proposé à Robert Carlyle. Carol McGregor, mère d'Ewan McGregor, fait un caméo dans le rôle d'une femme envisagée comme colocataire.
Bien que l'intrigue se situe principalement à Édimbourg, le tournage a surtout lieu à Glasgow. Il se déroule à Paisley. Les prises de vues ne durent que 30 jours. En raison du faible budget, l'équipe a dû vendre certains accessoires aux enchères pour récolter de l'argent afin d'acheter des pellicules nécessaires.

## Accueil

### Accueil critique
Le film recueille 72 % de critiques positives, avec un score moyen de 6,4/10 et sur la base de 46 critiques collectées, sur le site internet Rotten Tomatoes. Il obtient un score de 67/100, sur la base de 20 critiques, sur Metacritic.

### Box-office
Petits Meurtres entre amis est le film britannique qui a connu le plus grand succès commercial au Royaume-Uni en 1995. Il a rapporté 2 079 569 $ aux États-Unis et 19 800 000 $ dans le monde pour un budget d'environ 2,5 millions de dollars.
En France, le film rencontre un succès inattendu. Sorti dans une combinaison maximale de 281 salles, le film a réussi à réaliser 1 113 351 entrées, se classant 30e du box-office de l'année 1995.

## Distinctions
Le film a remporté plusieurs récompenses, notamment la Coquille d'argent du meilleur réalisateur au Festival international du film de Saint-Sébastien et le Hitchcock d'or au Festival du film britannique de Dinard en 1994, ainsi que le Grand Prix et le prix du public au Festival du film policier de Cognac, le prix du meilleur film au festival Fantasporto, les prix du public et du meilleur scénario au festival Premiers Plans d'Angers, le British Academy Film Award du meilleur film britannique, et les Empire Awards du meilleur film britannique, du meilleur réalisateur et du meilleur acteur britannique (pour Ewan McGregor) en 1995.